# ووسکان مارتیکیان
ووسکان مارتیکیان (ارمنی: Ոսկան Մարտիկյան؛ ۱۸۶۷ – ۱۹۴۷) یک سیاست‌مدار، ویراستار و نویسنده ارمنی‌تبار اهل امپراتوری عثمانی بود.

## زندگی
ووسکان مارتیکیان در ارزنجان از والدینی ارمنی به دنیا آمد. در سن جوانی برای کسب تحصیلات عالیه به کنستانتینوپل نقل مکان نمود.